# Ding Yixin
Ding Yixin (丁亦昕; Dīng Yìxīn), född den 26 april 1991 är en kinesisk schackspelare och stormästare för damer (WGM).

## Schackkarriär
Vid Världsmästerskapet i schack för ungdomar 2003 spelade Yixin i klassen flickor U-12. Där erövrade hon guldmedalj efter att ha tagit 9 vinster, 2 remier och ingen förlust, 10/11 och vann före bland andra Tan Zhongyi. Klassen flickor U-10 vanns av landsmanninan Hou Yifan.
Yixin kvalificerade sig till Världsmästerskapet i schack för damer 2010, men förlorade redan i första ronden av knock out-turneringen mot den vietnamesisk-ungerska stormästaren Hoàng Thanh Trang. Samma år erhöll hon emellertid titeln Stormästare för damer (WGM).
2012 var Yixin reserv i det kinesiska lag som spelade i Schackolympiaden för damer i Istanbul. Laget blev tvåa på samma poäng som Ryssland men med sämre särskiljning. Yixin spelade fem partier, vann tre, förlorade ett och spelade en remi vilket gav henne ett resultat av 70 procent.
22 år gammal blev 2013 Yixin kinesisk mästarinna genom att ta hem segern i Kinesiska schackmästerskapet för damer i Xinghua. Hon tillhörde de högre rankade i turneringen, men hade så pass rutinerade motspelare som Shen Yang, Guo Qi och Tan Zhongyi. Yixin slutade på 8/11 med 6 vinster, 1 förlust och 4 remier, där den enda förlusten kom mot just Guo Qi.
Vid Världsmästerskapet i schack för damlag 2015, på hemmaplan i Kina, spelade Yixin tillsammans med Ju Wenjun, Tan Zhongyi, Shen Yang och Lei Tingjie, med Yu Shaoteng som lagkapten. Yixins resultat blev 4/6, dvs. 66,7 vinstprocent. Laget erövrade brons, efter att ha blivit slagna av guldmedaljörerna Georgien och silvermedaljörerna Ryssland.
I Världsmästerskapet i schack för damlag 2019 i Kazakstan spelade Yixin åter i det kinesiska laget, då tillsammans med Tan Zhongyi, Shen Yang, Huang Qian och Lei Tingjie. Laget tog guld och gick obesegrade genom turneringen. Yixins resultatet blev 5/7, dvs. 71,4 vinstprocent.